# タマシマン
JC戦士タマシマンは、岡山県倉敷市の玉島青年会議所が運営していたローカルヒーロー。
2001年に登場し、2010年をもって活動終了した。

## 歴史
- 2001年 タマシマン誕生（この時は、イラストのみであった）
- 2005年
  - 玉島テレビ放送と玉島青年会議所のコラボレーションにより、番組制作開始。現行のデザインとなる。
  - ヒマシマン（黄色）テレビ放映開始後に登場
- 2007年
  - スマシマン（青色）登場
  - 劇場版タマシマンを倉敷芸術科学大学と共同制作
  - 玉島テレビ放送での番組終了
- 2010年 物産展で行われたファイナルステージの公演をもって活動終了

## 主な登場人物
- タマシマン
オープニングでヤマハ・VMAXにのって登場。本業は玉島北部で桃を栽培しているらしい。
- ヒマシマン
タマシマンにあこがれて志願してタマシマンが改造手術を受けた歯科医院で改造された。好物はカレーライス。
- スマシマン
基本的に無口であるが、タマシマンらがピンチの時などに現れ、応戦する。
- ジャマシマン
倉敷市玉島・倉敷市船穂町地区に現れ人の嫌がることや邪魔をする。一度玉島から去ったのだがまた現れ邪魔をしている。
- ジャマーズ
ジャマシマンの手下仮面ライダーのショッカーの様な格好をしている。何人いるかは不明だが玉島地区内の民家でジャマシマンと一緒に住んでいるようだ
- 怪人
出てきてもすぐに倒される。

## テレビ番組
- 2005年から2007年にかけて、毎月第2、第4土曜日（再放送）、18時頃より放映されていた。
- 番組内容は、青年会議所の事業PRや、まちづくり、環境問題、青少年問題、交通安全などをテーマとなっている。
- 浅口市金光町全域ではケーブルネットワーク金光で、またインターネットサイトタマシマンストリーミングサイトでも視聴できる。
- 玉島・船穂町・金光町地区夏祭りなどのイベントに登場した。
- 撮影は地元の小学校・中学校で行われることもあった。